# Isola della Scala
Isola della Scala – miejscowość i gmina we Włoszech, w regionie Wenecja Euganejska, w prowincji Werona.
Według danych na rok 2004 gminę zamieszkiwało 10 497 osób, 152,1 os./km².